# 国鉄ZC1形コンテナ
国鉄ZC1形コンテナ（こくてつZC1がたコンテナ）は全国通運が所有し、日本国有鉄道およびそれを継承した日本貨物鉄道（JR貨物）に籍を有した、 片側側面、片側妻面2方開きの鉄道輸送用、12ft私有コンテナ（有蓋海上コンテナ#ドライ・コンテナ）である。後年、一部がJR貨物に譲渡された。
ベースはC35/C36形に準じているが、容積はC20形と同等のためすこし小ぶりである。
その後、1990年（平成2年）度に日本通運所有のNC1形695個とともに、ZC1形104個がJR貨物に譲渡された。さらに2000年（平成12年）度以降、19D形や19F形、19G形といった新形コンテナの登場により用途廃止 ・廃棄が進み、2006年（平成18年）度に全廃された。